# Твој свет/Заувек и никада (сингл)
Твој свет/Заувек и никада је први сингл београдске гранџ групе Синк.

## О синглу
Сингл је снимљен крајем 2012. године у тада актуелном „Студију 69“ на Видиковцу. Садржи песме „Твој свет“ и  „Заувек и никада“, које су се касније нашле на првом албуму бенда „Све што нисам ја“. Дизајн омота рад је младе београдске уметнице Марије Кресовић Борели која је сарађивала са бендом Синк и на наредним издањима бенда. Сингл је у малом броју примерака издат као самостално издање.

## Списак песама
- 1. „Твој свет“ - 2:34
- 2. „Заувек и никада“ - 3:59

## Постава
- Милош Васић - вокал
- Милош Мргуд Новковић - гитара
- Стефан Станчић - бубањ
- Дејан Богдановић - бас гитара
- Драган Миочиновић - гитара